# Frank Jack Fletcher
Frank Jack Fletcher (Marshaltown, 29 de abril de 1885 – Bethesda, 25 de abril de 1973) fue un almirante de la Marina de los Estados Unidos que participó en las dos Guerras Mundiales del siglo xx, principalmente en la Segunda Guerra Mundial, donde fue comandante en las batallas de Midway y del Mar de Coral. Durante la Primera Guerra Mundial, dirigió varios destructores de la flota de su país; recibiendo al final el conflicto la cruz de plata por su acción en el patrullaje y protección de navíos Aliados en los mares de Europa. En el periodo de entreguerras, asumió labores administrativas de alto cargo en la Marina estadounidense, para luego participar en varias batallas navales contra el Imperio del Japón durante la Guerra del Pacífico.
Su legado a la marina y a la historia naval de la Segunda Guerra Mundial, fue el impedir la victoria completa del Japón en el teatro del Pacífico, y con ello, la ocupación de Australia, Nueva Zelanda y las islas Midway.
- Datos: Q314868
- Multimedia: Frank Jack Fletcher / Q314868